# Grand Prix Buenos Aires 1941
Grand Prix Buenos Aires 1941 – wyścig Formuły Libre, który odbył się 23 listopada 1941 roku na torze Circuito Retiro w Buenos Aires. Zwycięzcą został José Canziani w Alfie Romeo 8C-35.

## Zasady
Zgłoszenia zostały podzielone na dwie kategorie. W pierwszej – Mecánica Nacional – rywalizowały pojazdy oparte na samochodach seryjnych – jak Ford, Chevrolet czy Hudson. Na drugą kategorię, nazwaną Coches Especiales, składały się samochody Grand Prix.
Samochody Mecánica Nacional rywalizowały w sobotę, a pięciu najlepszych kierowców kwalifikowało się do wyścigu Grand Prix. W tym wyścigu zwyciężył Mario Chiozza w Mercurym. W klasie Grand Prix rywalizował między innymi Raoul Riganti w Maserati 8CL, który wystawił w Indianapolis 500 1940.

## Wyścig
Samochodom Mecánica Nacional przyznano handicap, wskutek czego wystartowały one minutę przed samochodami Grand Prix.
Od startu prowadzenie objął Mario Chiozza w Mercurym, ale na 13 okrążeniu wyprzedził go José Canziani w Alfie Romeo. Chiozza został później wyprzedzony także przez Oldemara Ramosa, ale zdołał ukończyć wyścig na trzecim miejscu i wygrał klasę Mecánica Nacional. Riganti w jego Maserati, znanym także jako La Maserati del Pueblo, wycofał się z wyścigu po trzech okrążeniach.

## Wyniki
Na niebiesko zaznaczono kierowców rywalizujących w klasie Mecánica Nacional.
| 1                                                     |    | 40       | José Canziani       | Alfa Romeo    | 40            | 53:49,5   |  |
| 2                                                     |    | 39       | Oldemar Ramos       | Alfa Romeo    | 22            | +0:42,0   |  |
| 3                                                     |    | 26       | Mario Chiozza       | Mercury       | 39            | +1 okr.   |  |
| 4                                                     |    | 41       | Francisco Landi     | Alfa Romeo    | 39            | +1 okr.   |  |
| 5                                                     |    | 44       | Gerardo de Avellar  | Alfa Romeo    | 38            | +2 okr.   |  |
| 6                                                     |    | 43       | Eric Forrest Greene | Maserati      | 38            | +2 okr.   |  |
| 7                                                     |    | 16       | Rodolfo Martini     | Ford          | 38            | +2 okr.   |  |
| 8                                                     |    | 22       | Roque Brisco        |               | 36            | +4 okr.   |  |
| 9                                                     |    | 45       | Domingo Ochoteco    | Alfa Romeo    | 36            | +4 okr.   |  |
| 10                                                    |    | 3        | Alfredo Pián        | Ford          | 36            | +4 okr.   |  |
| 11                                                    |    | 10       | Mario Sessarego     | Ford          | 34            | +6 okr.   |  |
| Niesklasyfikowani                                     |    |          |                     |               |               |           |  |
|                                                       |    | 42       | Adriano Malusardi   | Alfa Romeo    | 31            | +9 okr.   |  |
|                                                       |    |          | „Rossi”             | Ford          | 27            | +13 okr.  |  |
|                                                       |    |          | Raoul Riganti       | Maserati      | 4             | +36 okr.  |  |
| Nie wystartowali / niedopuszczeni do ponownego startu |    |          |                     |               |               |           |  |
|                                                       |    |          | Victorio Coppoli    | Mercedes-Benz |               |           |  |
| P                                                     | Nr | Kierowca | Konstruktor         | Okr.          | Czas / Strata | Komentarz |  |